# Noville (Luxemburg)
Noville of Noville-lez-Bastogne (Waals: Noveye-dilé-Bastogne) is een dorp in de Belgische provincie Luxemburg en een deelgemeente van Bastenaken.
In de deelgemeente liggen ook de dorpen en gehuchten Cobru, Fagnoux, Foy, Hardigny, Luzery, Rachamps, Recogne, Vaux en Wicourt.

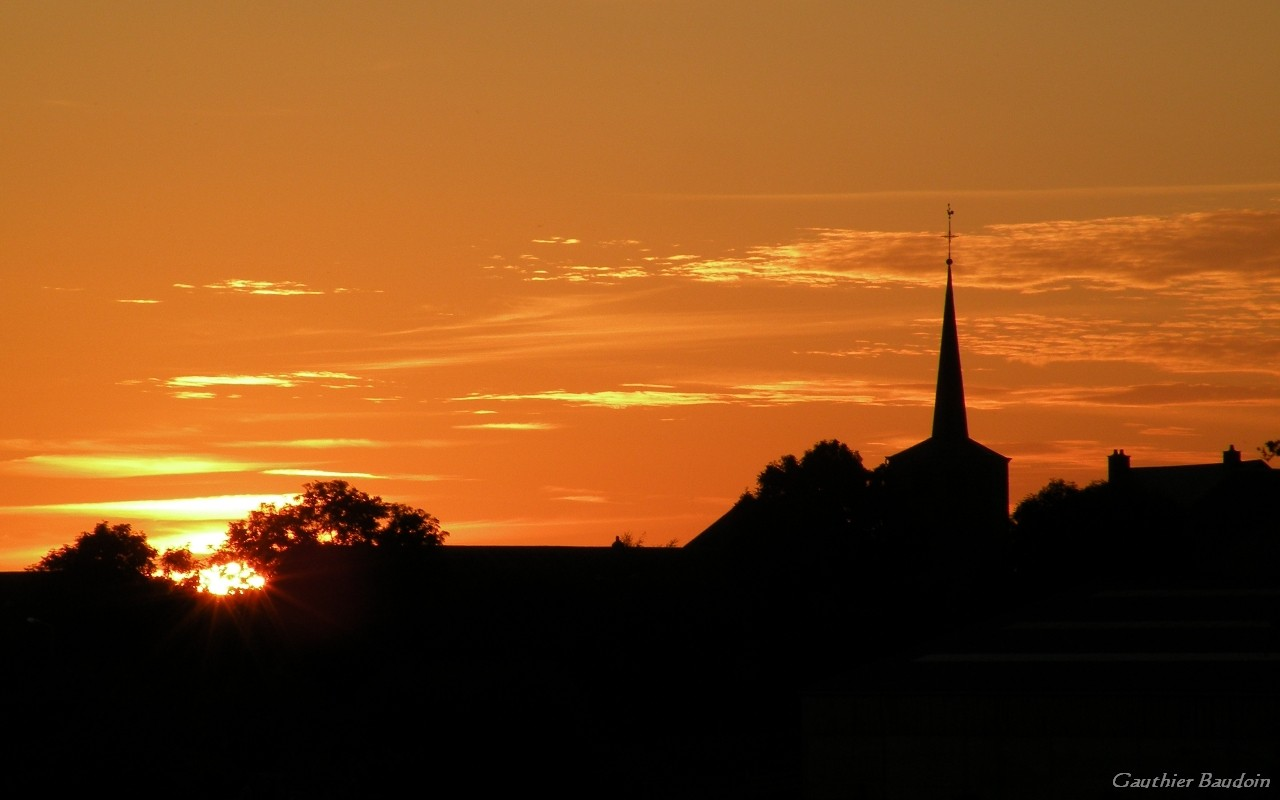
Zicht op Noville

## Geschiedenis
Op het eind van het ancien régime werd Noville een gemeente. In 1823 werden bij een grote gemeentelijke herindeling in Luxemburg veel kleine gemeenten samengevoegd en buurgemeente Rachamps werd bij Noville aangehecht. Het gehucht Luzery werd van de gemeente Bastenaken overgeheveld naar Noville.
In Noville werd zwaar strijd geleverd tijdens de Slag om de Ardennen.
Bij de gemeentelijke herindeling van 1977 werd Noville een deelgemeente van Bastenaken.

## Demografische ontwikkeling
- Bronnen:NIS, Opm:1831 tot en met 1970=volkstellingen

## Bezienswaardigheden
- De Église Saint-Étienne

## Verkeer en vervoer
De plaats ligt aan de N30 tussen Bastenaken en Houffalize.

## Geboren in Noville
- Guy Lutgen (1936-2020), politicus en minister

Deelgemeenten: Bastenaken · Bertogne ·Flamierge ·Longchamps · Longvilly · Noville · Villers-la-Bonne-Eau · Wardin

Overige dorpen: Al-Hez · Arloncourt · Benonchamps · Berhain · Bethomont · Bizory · Bourcy · Bras · Champs · Cobru · Compogne · Fagnoux · Fays · Flamisoul · Foy · Frenet · Gives · Givroulle · Givry · Hardigny · Harzy · Hemroulle · Horritine · Isle-la-Hesse · Isle-le-Pré · Livarchamps · Losange · Lutrebois · Lutremange · Luzery · Mande-Saint-Étienne · Mageret · Marenwez · Marvie · Michamps · Moinet · Monaville · Mont · Neffe · Oubourcy · Rachamps · Recogne · Remoifosse · Rolley · Rouette · Roumont · Salle · Savy · Senonchamps · Troismont · Tronle · Vaux · Wicourt · Wigny · Withimont

Belgische gemeenten · Arrondissement Aarlen · Luxemburg · Wallonië